# Троксерутин
Троксерутин — це флавонол, різновид флавоноїда, отриманого з рутина. Точніше це гідроксіетилрутозид. Його можна виділити з софори японської, дерево японської пагоди.
Використовується як судинопротекторний засіб.
На мишах було показано, що троксерутин усуває резистентність ЦНС до інсуліну та знижує активні форми кисню, індукований дієтою з високим вмістом холестерину.

## Фармакодинаміка
Має P-вітамінну активність. Бере участь в окисно-відновних процесах, блокує гіалуронідазу, стабілізує гіалуронову кислоту клітинних оболонок та зменшує проникність та ламкість капілярів, підвищує їх тонус. Збільшує щільність судинної стінки, зменшує ексудацію рідкої частини плазми та діапедез клітин крові. Знижує запалення в судинній стінці, обмежуючи прилипання до поверхні тромбоцитів.
Пацієнтам з хронічною венозною недостатністю застосування троксурутину рекомендується як у початкових, так і в пізніх стадіях захворювання. Оскільки препарат має велику широту терапевтичної дії (переважно купірування запалення, а також підвищення тонусу вен, поліпшення лімфодренажної функції та мікроциркуляції)[5], допускається призначення його у вигляді монотерапії, що знижує лікарське навантаження на організм пацієнта.
При станах, що характеризуються підвищеною проникністю судин (у тому числі при скарлатині, грипі, кору, алергічних реакціях), використовують у поєднанні з аскорбіновою кислотою для посилення її на структуру і проникність судинної стінки.

## Фармакокінетика
Після приймання внутрішньо абсорбується зі шлунково-кишкового тракту в системний кровотік з подальшим розподілом у тканинах організму. Добре всмоктується із поверхні шкіри при зовнішньому використанні у вигляді гелю. Рівень концентрації троксерутину в крові при внутрішньошлунковому введенні у вигляді капсул на порядок вищий, ніж при нашкірному нанесенні гелів, що забезпечує вищу системну біодоступність препарату при пероральному застосуванні. При нашкірному нанесенні як гелю троксерутин щодо повільно проникає у кров через шкірний бар'єр, що забезпечує більш значне накопичення їх у тканинах.
Легко проходить гістогематичний бар'єр. Час досягнення максимальної концентрації (TCmax) — 2 год, терапевтична концентрація у плазмі підтримується протягом 8 годин. Метаболізується у печінці з утворенням двох метаболітів. Виводиться нирками та з жовчю (11 % — у незміненому вигляді) протягом доби.
Легко проходить гістогематичний бар'єр. Час досягнення максимальної концентрації (TCmax) — 2 год, терапевтична концентрація у плазмі підтримується протягом 8 годин. Метаболізується у печінці з утворенням двох метаболітів. Виводиться нирками та з жовчю (11 % — у незміненому вигляді) протягом доби.